# End of Days (album)
End of Days è l'ottavo album in studio del gruppo musicale hardcore punk Discharge, pubblicato nel 2016 dalla Nuclear Blast.

## Tracce
1. New World Order – 3:03
2. Raped and Pillaged – 1:45
3. End of Days – 2:24
4. The Broken Law – 2:19
5. False Flag Entertainment – 1:53
6. Meet Your Maker – 1:22
7. Hatebomb – 2:14
8. It Can't Happen Here – 2:27
9. Infected – 2:32
10. Killing Yourself to Live – 2:48
11. Looking at Pictures of Genocide – 2:12
12. Hung Drawn and Quartered – 2:17
13. Population Control – 2:14
14. The Terror Alert – 1:55
15. Accessories by Molotov, Pt. 2 – 2:18

## Formazione
- Jeff Janiak - voce
- Tony "Bones" Roberts - chitarra
- Terry "Tez" Roberts - chitarra
- Roy "Rainy" Wainright - basso
- Dave "Caution" Bridgwood - batteria